# Fiat 8V
Im März 1952 überraschte Fiat das Publikum des Genfer Auto-Salons mit dem Fiat 8V, einem zweisitzigen Sportwagen, der auch als Rennfahrzeug konzipiert war. Überraschend daran war, dass Fiat bis zu diesem Zeitpunkt kein eigenes Interesse am Wiedereinstieg in das Renngeschehen zeigte. Fiat überließ es anderen Unternehmen, die Fahrzeuge renntauglich umzubauen. In seiner Produktionszeit bis 1954 wurden 114 Einheiten hergestellt, einige nur als Fahrgestell, die an Karosseriebauer wie Ghia, Pininfarina, Vignale und Zagato gingen. Der 8V nahm an verschiedenen Rennereignissen teil, bei denen er auch erste Plätze in der GT-Klasse bis 2 Liter belegte. Werksintern trug er die Bezeichnung Tipo 106 und in Italien und bei Kennern ist er auch als Otto Vu (dt.: acht V) bekannt. Seine schönste Karosserie ist sicherlich der von Giovanni Michelotti 1953 entworfene und bei Vignale gebaute Fiat 8V Démon Rouge, der 2004, 51 Jahre später, den renommierten Preis Bester der Show bei der Concours d’Elegance im Palace Het Loo in Apeldoorn, Niederlande errang.

## Geschichte
1945 begann Fiat mit der Entwicklung des Tipo 101, eines viersitzigen Fahrzeugs, das ursprünglich als Ersatz für den Fiat 1100 gedacht war und 1950 als Fiat 1400 den Fiat 1500 ablöste. Für die ersten Prototypen, bezeichnet als 101E1, waren 1,3-Liter-Motoren vorgesehen. Dante Giacosa, zu dieser Zeit Leiter der Entwicklungsabteilung für Motoren bei Fiat, entwickelte nach klassischem Vorbild den Motor mit einer Bohrung (72 mm), die kleiner als der Hub (78 mm) war. Als der 101E1 mit dem Motor 1946 erprobt wurde, stellte sich heraus, dass die Leistung zu gering war und der Motor überarbeitet werden musste. Außerdem entschied die Fiat-Leitung Ende Oktober, dass es besser sei, ein fünfsitziges Auto zu bauen, und so wurde der Auftrag erteilt, den 101E1 dahingehend zu ändern. Giacosa war bei der Herausgabe der neuen Forderungen bereits zum Leiter der Entwicklungsabteilung des Fahrzeug- und Motorenbaus ernannt worden und begann zusammen mit seinen Mitarbeitern Ende 1946 mit der Entwicklung des nun als 101E2 bezeichneten Fahrzeugs und Motors. Bis Mai 1947 war der Motor, ein 1,3 Liter mit 75 mm Bohrung und Hub, fertiggestellt. Mitte Mai wurde Giacosa von Fiat nach Detroit geschickt, um neue Entwicklungen auf dem Autosektor zu studieren. Er besuchte dort Budd, Chrysler und General Motors und durfte sich auch Fahrzeug- und Motorentwicklungen ansehen. Vertreter der Unternehmen erklärten ihm, dass der Trend zum Motor mit größerer Bohrung als Hub gehe und dass stärkere Verdichtungen bald möglich würden, weil die Oktanzahl des Kraftstoffs steigen werde (1947 lag sie in Italien bei 65). Nach seiner Rückkehr zu Fiat verwarf er den fertigen Motor und entwickelte einen 1,2-Liter-Motor mit einer Bohrung von 80 mm sowie einem Hub von 60 mm. Bei der Erprobung stellte sich heraus, dass der 1,2-Liter-Motor die gleiche Leistung abgab wie der verworfene 1,3-Liter-Motor. Der mit dem neuen Motor ausgestattete Prototyp 101E2 ging Ende Januar 1948 in die Erprobung. Doch kurze Zeit später entschied die Fiat-Spitze, die zukünftige Produktion auf den amerikanischen Markt auszurichten. Es wurde nun gefordert, dass das Auto vorn eine Sitzbank für drei Personen bekommen solle, um so insgesamt sechs Personen transportieren zu können. Zudem wurde der Wunsch geäußert, den Motor so umzukonstruieren, dass er nun 1,3 Liter Hubraum erhalten und die Möglichkeit bieten sollte, einen Sechszylinder-V-Motor ableiten zu können. Giacosa schlug daraufhin vor, entweder einen Zweilitermotor als Vierzylinder-Reihenmotor oder als Achtzylinder-V-Motor zu entwickeln, da das Ausbalancieren eines Sechszylinder-V-Motors sehr schwierig sei. Nach weiteren Diskussionen wurde entschieden, als erstes den Prototyp 101E3 mit einem 1,4-Liter-Motor herzustellen. Dieser war im Oktober 1948 fertiggestellt und kam 1950 als Fiat 1400 auf den Markt. Danach begannen die Arbeiten an einem von ihm abgeleiteten Auto mit größerem Motor und Platz für einen V-Sechszylinder im Motorraum, die 1952 zum Fiat 1900 führten.
Da die Verkaufsabteilung von Fiat lieber einen Sechs- oder Achtzylinder-Luxuswagen anstatt eines von Motor und Karosserie des Fiat 1400 abgeleiteten Autos anbieten wollte, begann 1950 Giacosa parallel zu den Arbeiten am Fiat 1900 auch einen Motor mit mehr als vier Zylindern zu entwickeln. Bei der Suche nach dem richtigen Format verwarf er der Reihe nach einen Reihenmotor mit Sechszylinder, weil er zu lang war, einen Sechszylinder-V-Motor, weil Giacosa überzeugt davon war, dass es schwierig sei, ihn auszubalancieren und einen Achtzylinder-V-Motor mit 90° Gabelwinkel, weil er zu breit war. Nach einigen Überlegungen führten ihn technische und andere Faktoren zu einem Achtzylinder-V-Motor mit einem Gabelwinkel von 70°. Solch ein Motor wäre zwar auch nicht optimal ausbalanciert, dafür aber sehr kompakt. Nach ersten Tests des fertigen Motors mit der Bezeichnung Tipo 104 im gleichen Jahr musste dieser noch einmal überarbeitet werden. Die nachfolgenden Versuchsläufe waren vielversprechend, und so wurde auf Wunsch der Verkaufsabteilung bei einem Fahrgestell eines Fiat 1400 der Radstand auf 2850 mm verlängert und mit diesem versehen. Dieses als Tipo 104 bezeichnete Chassis wurde anschließend zu Pininfarina zum Aufbau einer Limousine geschickt. Im Vorfeld geäußerte Befürchtungen, dass das Fahrzeug zu groß und zu schwer für den Motor sein werde, bestätigten sich, und so wurde das Projekt eingestellt. Daraufhin schlug Giacosa der Fiat-Leitung vor, einen Sportwagen für den Motor zu bauen und anschließend von ihm eine Limousine abzuleiten. Das Management stimmte zu, und der Prototyp Tipo 106 wurde in Auftrag gegeben. Um keine Zeit zu verlieren und auch die Entwicklungsabteilung nicht zu überfordern, sollte Siata das Fahrgestell entwickeln und die Mechanik einbauen; Motor und Karosserie baute Fiat. Die Karosserie entwarf hauptsächlich Fabio Luigi Rapi mit Unterstützung bei Form und Gestalt durch Giacosa. Nachdem das Auto fertig war, half Carlo Salamano bei der Abstimmung. Er empfahl zum Beispiel, das Fahrwerk mehr untersteuern zu lassen, damit Kurven schneller durchfahren werden konnten, auch wenn es gegen das in dieser Zeit übliche Übersteuern bei Rennfahrzeugen war. Nach der Präsentation des nun Fiat 8V bezeichneten Wagens auf dem Genfer Autosalon 1952 begann die Fertigung. Sie wurde hauptsächlich von der Entwicklungsabteilung erbracht. Nach 114 Fahrzeugen wurde die Produktion aus ökonomischen Gründen Ende 1954 eingestellt. Zu einer Ableitung als Limousine kam es nicht, weil der Fiat 1900 vorerst das Spitzenmodell von Fiat sein sollte.

## Fahrzeugbezeichnungen

### 8V
Laut einer Quelle heißt das Auto 8V, weil Fiat angenommen habe, die Bezeichnung V8 sei als Markenname für Ford geschützt. Dante Giacosa, der leitende Entwickler des Fiat 8V, schreibt in seinem Buch FORTY YEARS of Design with Fiat nichts darüber. Auch andere Quellen bestätigen es nicht. Warum die Schreibweise so gewählt wurde, ist nicht bekannt.

### otto vu
Das Auto heißt offiziell auch otto vu (dt. acht V). Dieser Schriftzug findet sich bei von Fiat gebauten Fahrzeugen auf dem Armaturenbrett oberhalb der Lenksäule zwischen Tachometer und Drehzahlmesser.

### Tipo 104 und Tipo 106
Zu der Zeit, als der 8V entwickelt wurde, bekamen Fahrgestell und Motor bei ihrer Entwicklung gleiche Typennummern. Da der 8V-Motor erst für die Limousine 104 bestimmt war, bekam der Motor die Nummer 104. Als das Projekt aufgegeben wurde, lief die Entwicklung des Fahrzeugs 105 (Fiat 1900) bereits und somit wurde das Sportwagenprojekt mit der Nummer 106 versehen. Daher kommt es, dass der Motor die Nummer 104 und das Auto die Nummer 106 trägt.

## Beschreibung des Fahrzeugs

### Motor

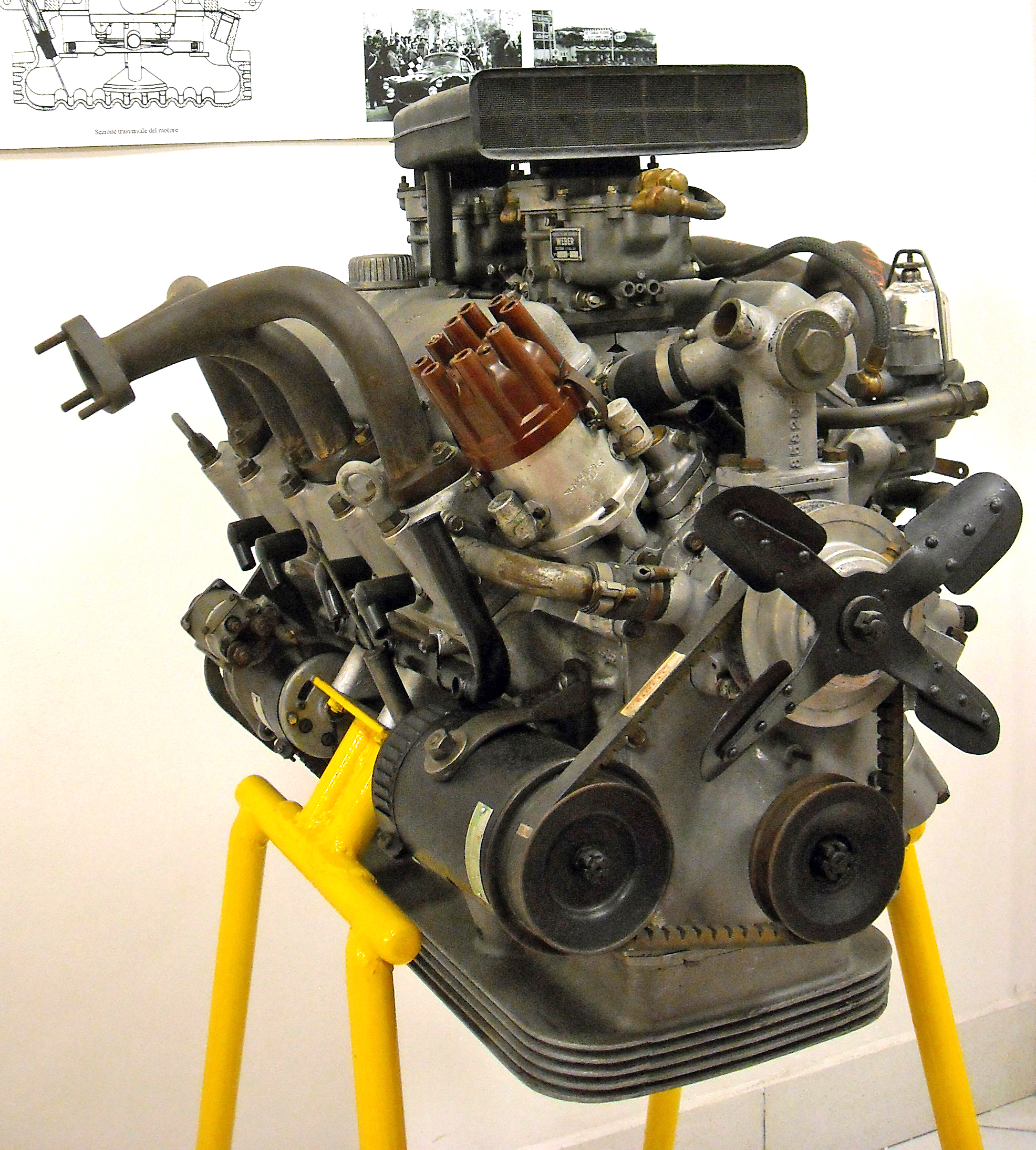
Fiat-8V-Motor

Der Achtzylinder-Viertakt-Ottomotor trägt die Werksbezeichnung Tipo 104. Er ist ein V-Motor mit Zylinderbankwinkel von 70°. Die Kurbelwelle ist dreifach gelagert und hat keinen Schwingungsdämpfer. Die Kurbelzapfen gegenüberliegender Zylinder sind um 20° gegeneinander versetzt, um einen gleichmäßigen Zündabstand von 90° zu bewirken. Die Nockenwelle ist zentral zwischen den Zylinderbänken eingebaut. Sie wird über eine Kette angetrieben und steuert über Tassenstößel, Stoßstangen und Kipphebel die hängenden Ventile. Jeder Zylinder hat je ein Einlass- und ein Auslassventil. Das Kraftstoff-Luft-Gemisch erzeugen zwei Doppelfallstromvergaser Weber 36 DCF 3. Um die Leistung zu erhöhen, konnten spezielle Nockenwellen bestellt werden. Die Zündfolge ist 1–5–3–7–4–8–2–6. Der Motorölinhalt beträgt 6,5 Liter, die Kühlflüssigkeit 10 Liter. Der Kühler ist vor dem Motor eingebaut. Der Motor kann bei 2000/min im vierten Gang, entspricht ca. 55 km/h, gefahren werden. Die Höchstdrehzahl beträgt 7000/min.

### Kraftübertragung
Die Kupplung ist eine Einscheibentrockenkupplung. Daran schließt sich ein Viergangschaltgetriebe an; zweiter, dritter und vierter Gang sind synchronisiert. Gang vier ist direkt beziehungsweise 1 : 1 übersetzt. Die angeschlossene Kardanwelle überträgt die Kraft auf das Hinterachsgetriebe mit Hypoidantrieb.

### Fahrwerk
Die vier Räder sind einzeln mit Doppelquerlenkern aufgehängt. Die Schraubenfedern und Hebelstoßdämpfer sind in gemeinsamen Gehäusen gekapselt. Die gleichen Radaufhängungen verwendete Fiat auch beim Fiat Campagnola und (ohne Antrieb) beim Fiat 1100 B als Vorderachsen. An beiden Achsen gibt es Stabilisatoren. An den Vorderrädern sind je ein und an den Hinterrädern je zwei hydraulische Stoßdämpfer installiert. Die Lenkung arbeitet mit Schnecke und Rolle. Von einem Anschlag zum anderen werden 3,125 Umdrehungen benötigt. Das hydraulische Bremssystem besteht aus je einer Simplex-Trommelbremse je Rad, die gleich große Bremsflächen (290 cm²) haben. Die mechanische Handbremse wirkt auf die Kardanwelle.

## Technische Daten
| Fiat 8V                                            | Fiat 8V                                                                                            | Fiat 8V                                                                                            | Fiat 8V                                                                                            |
| -------------------------------------------------- | -------------------------------------------------------------------------------------------------- | -------------------------------------------------------------------------------------------------- | -------------------------------------------------------------------------------------------------- |
| Motortyp                                           | 104.000                                                                                            | 104.003                                                                                            | 104.004                                                                                            |
| Motor                                              | 8-Zylinder-V-Motor (Viertakt), Gabelwinkel 70°, 2 Ventile je Zylinder                              | 8-Zylinder-V-Motor (Viertakt), Gabelwinkel 70°, 2 Ventile je Zylinder                              | 8-Zylinder-V-Motor (Viertakt), Gabelwinkel 70°, 2 Ventile je Zylinder                              |
| Hubraum                                            | 1996 cm³                                                                                           | 1996 cm³                                                                                           | 1996 cm³                                                                                           |
| Bohrung × Hub                                      | 72 × 61,3 mm                                                                                       | 72 × 61,3 mm                                                                                       | 72 × 61,3 mm                                                                                       |
| Leistung nach CUNA bei 1/min                       | 105 PS (77,2 kW) bei 6000                                                                          | 115 PS (84,6 kW) bei 6000                                                                          | 127 PS (93,4 kW) bei 6600                                                                          |
| Max. Drehmoment nach CUNA bei 1/min                | 14,9 kpm (146 Nm) bei 3600                                                                         | 14,8 kpm (145 Nm) bei 4600                                                                         | 15,3 kpm (150 Nm) bei 5400                                                                         |
| Verdichtung                                        | 8,5:1                                                                                              | 8,5:1                                                                                              | 8,75:1                                                                                             |
| Gemischaufbereitung                                | 2 Doppel-Fallstromvergaser Weber 36 DCF3                                                           | 2 Doppel-Fallstromvergaser Weber 36 DCF3                                                           | 2 Doppel-Fallstromvergaser Weber 36 DCF3                                                           |
| Ventilsteuerung                                    | zentrale Nockenwelle mit Kettenantrieb, Stoßstangen und Kipphebel                                  | zentrale Nockenwelle mit Kettenantrieb, Stoßstangen und Kipphebel                                  | zentrale Nockenwelle mit Kettenantrieb, Stoßstangen und Kipphebel                                  |
| Kühlung                                            | Wasserkühlung                                                                                      | Wasserkühlung                                                                                      | Wasserkühlung                                                                                      |
| Getriebe                                           | 4-Gang-Getriebe, Knüppelschaltung in Wagenmitte, 2. bis 4. Gang synchronisiert                     | 4-Gang-Getriebe, Knüppelschaltung in Wagenmitte, 2. bis 4. Gang synchronisiert                     | 4-Gang-Getriebe, Knüppelschaltung in Wagenmitte, 2. bis 4. Gang synchronisiert                     |
| Getriebeübersetzung                                | 1. Gang 2,696:1, 2. Gang 1,766:1, 3. Gang 1,259:1 4. Gang 1:1, Rückwärtsgang 2,716:1               | 1. Gang 2,696:1, 2. Gang 1,766:1, 3. Gang 1,259:1 4. Gang 1:1, Rückwärtsgang 2,716:1               | 1. Gang 2,696:1, 2. Gang 1,766:1, 3. Gang 1,259:1 4. Gang 1:1, Rückwärtsgang 2,716:1               |
| Achsgetriebeübersetzung                            | 4,44:1 (9:40)                                                                                      | 4,44:1 (9:40)                                                                                      | 4,44:1 (9:40) oder 4,10:1 (10:41)                                                                  |
| Radaufhängung vorn                                 | Einzelradaufhängung, Querlenker, Schraubenfeder, Kurvenstabilisator, ein hydraulischer Stoßdämpfer | Einzelradaufhängung, Querlenker, Schraubenfeder, Kurvenstabilisator, ein hydraulischer Stoßdämpfer | Einzelradaufhängung, Querlenker, Schraubenfeder, Kurvenstabilisator, ein hydraulischer Stoßdämpfer |
| Radaufhängung hinten                               | Einzelradaufhängung, Querlenker, Schraubenfeder, Kurvenstabilisator, zwei hydraulische Stoßdämpfer | Einzelradaufhängung, Querlenker, Schraubenfeder, Kurvenstabilisator, zwei hydraulische Stoßdämpfer | Einzelradaufhängung, Querlenker, Schraubenfeder, Kurvenstabilisator, zwei hydraulische Stoßdämpfer |
| Bremsen                                            | Vierrad-Trommelbremse, gesamte Bremsfläche 1160 cm²                                                | Vierrad-Trommelbremse, gesamte Bremsfläche 1160 cm²                                                | Vierrad-Trommelbremse, gesamte Bremsfläche 1160 cm²                                                |
| Lenkung                                            | Schnecke und Rolle                                                                                 | Schnecke und Rolle                                                                                 | Schnecke und Rolle                                                                                 |
| Karosserie                                         | zweitüriges Coupé mit zwei Sitzplätzen                                                             | zweitüriges Coupé mit zwei Sitzplätzen                                                             | zweitüriges Coupé mit zwei Sitzplätzen                                                             |
| Radstand                                           | 2400 mm                                                                                            | 2400 mm                                                                                            | 2400 mm                                                                                            |
| Spurweite vorn/hinten                              | 1290 mm                                                                                            | 1290 mm                                                                                            | 1290 mm                                                                                            |
| Abmessungen (Länge × Breite × Höhe)                | 4040 mm × 1570 mm × 1290 mm ab 1953 Höhe 1305 mm                                                   | 4040 mm × 1570 mm × 1290 mm ab 1953 Höhe 1305 mm                                                   | 4040 mm × 1570 mm × 1290 mm ab 1953 Höhe 1305 mm                                                   |
| Reifen                                             | 165 × 400                                                                                          | 165 × 400                                                                                          | 165 × 400                                                                                          |
| Leergewicht                                        | 930 kg                                                                                             | 930 kg                                                                                             | 930 kg                                                                                             |
| Tankinhalt                                         | 82 l davon 10 l als Reserve                                                                        | 82 l davon 10 l als Reserve                                                                        | 82 l davon 10 l als Reserve                                                                        |
| Höchstgeschwindigkeit                              | ca. 180 km/h (Werksangabe)                                                                         | ca. 190 km/h                                                                                       | über 200 km/h                                                                                      |
| Benzinverbrauch Italiens beste Sorte (80–83 Oktan) | ca. 12–18 Liter/100 km                                                                             | ca. 16–19 Liter/100 km                                                                             | ca. 24 Liter/100 km                                                                                |

## Karosserie
Trotz nur 114 gebauter Fahrzeuge gibt es eine erstaunliche Anzahl verschiedener Aufbauten. Die meisten von ihnen waren Coupés. Alle haben einen Frontmotor, Hinterradantrieb und zwei Sitzplätze gemeinsam.

### Fiat
Die Karosserien für Fiat wurden im eigenen Karosseriebaubetrieb Carrozzeria Speciale hergestellt. Das erste Coupé wurde von 1952 bis 1953 gebaut und dann durch ein etwas gefälligeres Modell ersetzt, das von 1953 bis 1954 gebaut wurde. Dante Giacosa bevorzugte das Modell von 1952/53. Ab 1953 experimentierte Fiat auch mit Kunststoffkarosserien, doch es kam zu keiner Serienfertigung.

#### Karosseriebeschreibung
Die folgende Zusammenfassung basiert auf einem Bericht in The Autocar über einen Fiat 8V mit 115 PS von 1954. Abweichungen zu älteren und anderen Modellen sind wahrscheinlich.
Die Basis der Karosserie besteht aus einem Rahmen mit zwei Längsträgern und Traversen, auf denen eine innere und eine äußere Schale aufgesetzt ist. Die Schalen sind miteinander und mit dem Rahmen verschweißt. Auf dieser Grundkonstruktion ist die restliche Karosserie aufgebaut. Für einen geringen Luftwiderstand ist die Karosserie stromlinienförmig, niedrig und schmal gestaltet. Die Front ist vom Kühlergrill, den vier Scheinwerfern und den zwei direkt an der Karosserie befestigten Stoßstangen geprägt. Die oben liegenden kleineren Scheinwerfer sind Abblendlicht, die größeren darunter sind Fernlicht. Es kann nur entweder Abblendlicht oder Fernlicht eingeschaltet werden. Die Blinkleuchten waren anfangs rund und bei den Scheinwerfern angebracht. Spätestens 1954 waren sie tropfenförmig und saßen auf den Kotflügeln. Außenspiegel wurden vom Werk nicht installiert. Das Auto hatte nur einen Innenspiegel. Die Motorhaube ist vorn angeschlagen. Auf ihr befindet sich eine Lufthutze, unter der sich der Lufteinlass für beide Vergaser befindet. Die Frontscheibe ist geteilt. Beide Scheiben sind gebogen und mit einer schmalen Gummileiste verbunden. Es sind zwei gegenläufige Scheibenwischer angebaut, die zur Mitte nach oben und zu den Seiten nach unten wischen. Die Seitenscheiben in den Türen der ersten Modelle von 1952 waren Schiebefenster, später wurden sie als Kurbelfenster ausgelegt. Die Türgriffe sind dicht angelegt. Im schräg abfallenden Heck befindet sich eine große Heckscheibe. Unterhalb ist der Einfüllstutzen mit Schnellverschluss eingebaut. Es gibt keine Heckklappe. Links und rechts an den Ecken sind kleine Stoßstangen angebracht, und in der Mitte unterhalb des Hecks ragen zwei Auspuffrohre heraus. Die Räder sind mit je einem Zentralverschluss befestigt, wofür im Werkzeug ein Hammer mitgeliefert wird. Für die Hinterräder konnten Abdeckungen der Radhäuser bestellt werden. Die Karosserie hat vier Punkte, an denen das Fahrzeug mit dem Wagenheber angehoben werden kann. Das Auto hat 24 Punkte, an denen es alle 1500 km abgeschmiert werden muss.
Der Innenraum hat eine Länge zwischen Spritzwand bis zur hinteren Ablage von ca. 1600 mm und eine maximale Breite zwischen den B-Säulen von ca. 1200 mm. Um den Raum bestmöglich zu nutzen, ist der Beifahrersitz um etwa 450 mm weiter nach hinten versetzt als der Fahrersitz. Dadurch konnte der Fahrersitz etwas mehr zur Mitte hin eingebaut werden. Außerdem hat der Fahrer auf der rechten Seite mehr Platz, und seine Rundumsicht ist größer. Da der Beifahrer in dieser Sitzposition keinen Halt findet, wurde auf dem Boden eine Fußstütze und an der Rückenlehne des Fahrersitzes ein Haltegriff angebracht. Die Schalensitze sind gepolstert, und der Fahrersitz ist in Längsrichtung einstellbar. Die Innenausstattung enthält Teppichboden über die gesamte Fläche, einschließlich Getriebeabdeckung, Kardantunnel und Heckablage. Die Türen haben Innenverkleidungen. Es gibt eine Innenbeleuchtung. Auf der Heckablage liegt das Ersatzrad. Sie bietet außerdem noch Platz für etwas Gepäck. Der Ganghebel erscheint ziemlich lang. Trotzdem kann das Getriebe gut bedient werden. Die Schaltung ist als H-Schaltung ausgelegt. Der erste Gang liegt links vorn und der Rückwärtsgang rechts hinten. Das Armaturenbrett ist aufgeräumt. Das Tachometer (links) und der Drehzahlmesser (rechts) sind im Halbkreis um die Lenksäule als Kombinationsinstrument angeordnet. Oberhalb der Lenksäule und zwischen beiden Skalen steht in langen Großbuchstaben Fiat und auf dem Markennamen in Kleinbuchstaben mit Unterstrich otto vu. Rechts vom Lenkrad befindet sich eine Uhr und daneben ein Kombinationsinstrument für Öl, Treibstoff und Wassertemperatur. Unterhalb von Uhr und Kombinationsinstrument gibt es Zugschalter für Starter, Choke und Handgas. Links unterhalb der Uhr ist das Zündschloss eingebaut. Es hat fünf Schaltstellungen, die von links nach rechts beschrieben wie folgt sind: Standlicht mit Zündung aus, alles aus, Zündung an, Zündung an mit Standlicht und Zündung an mit Volllicht. Das Holzlenkrad hat drei Metallspeichen. Auf der Lenkradnabe befindet sich der Hupknopf. Ihn umgibt ein Ring zur Betätigung der Lichthupe. Die Pedale von Gas und Bremse sind so angeordnet, dass sie mit dem rechten Fuß gleichzeitig bedient werden können, um beim Zurückschalten Zwischengas zu geben und zu bremsen. Links vom Kupplungspedal ist der Abblendknopf auf dem Boden.
1954 kostete ein so ausgestatteter Fiat 8V mit spezieller Nockenwelle für eine Leistung von 115 PS 2.850.000 Lira. Der Preis eines Fiat 1100 TV betrug im gleichen Jahr 1.225.000 Lira.

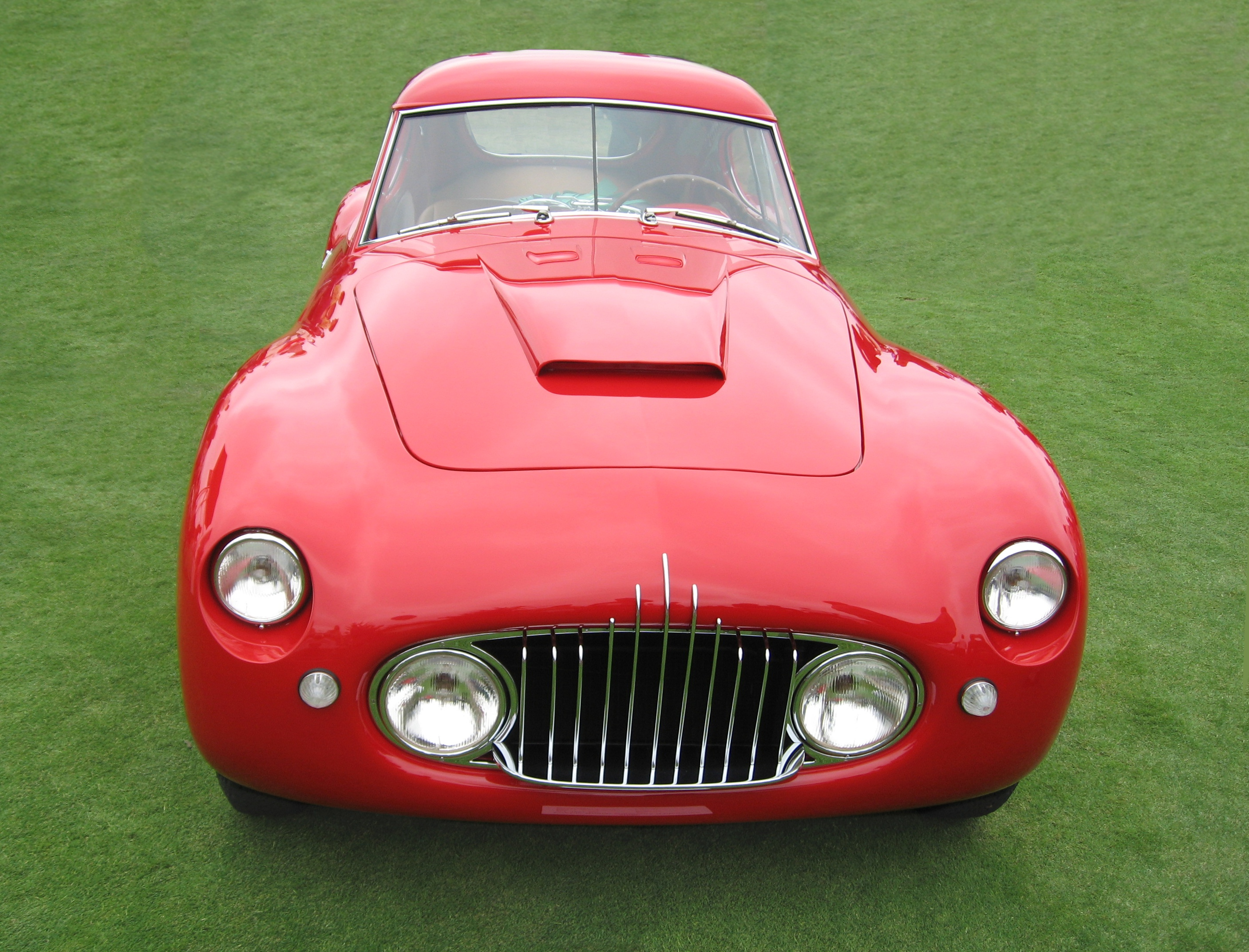
Fiat 8V (1952–1953)
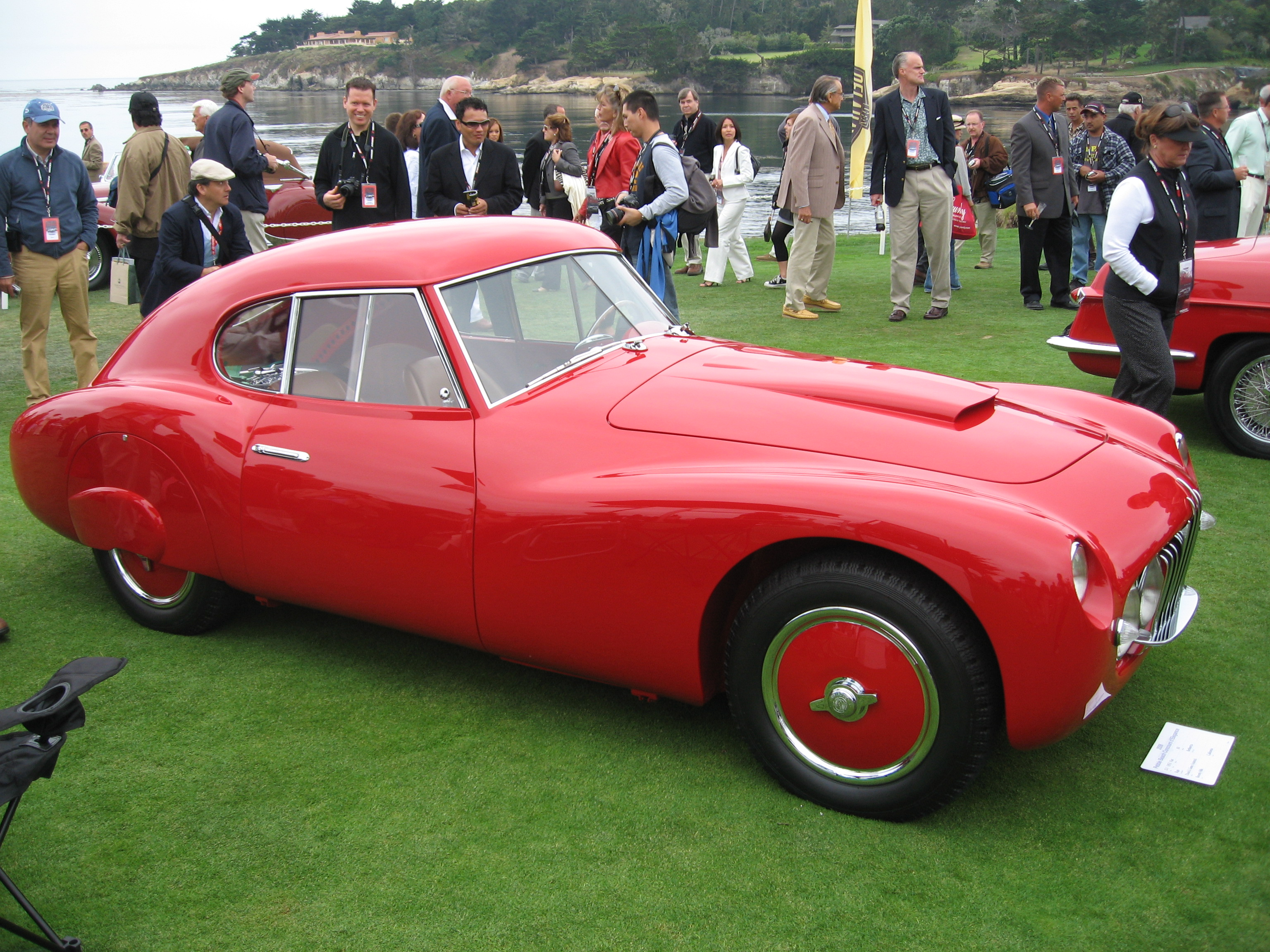
Fiat 8V (1952–1953)
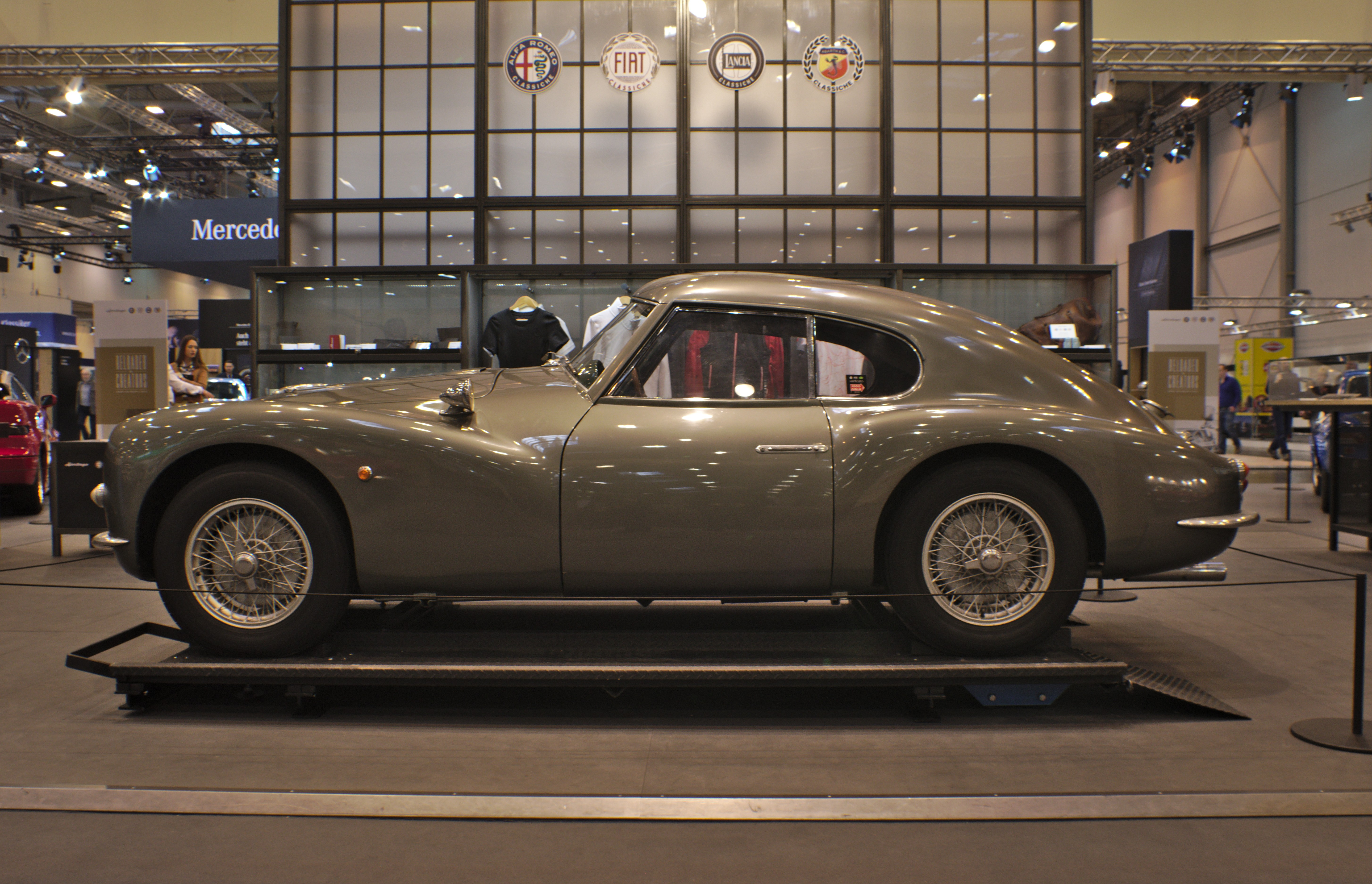
Fiat 8V (1953–1954)
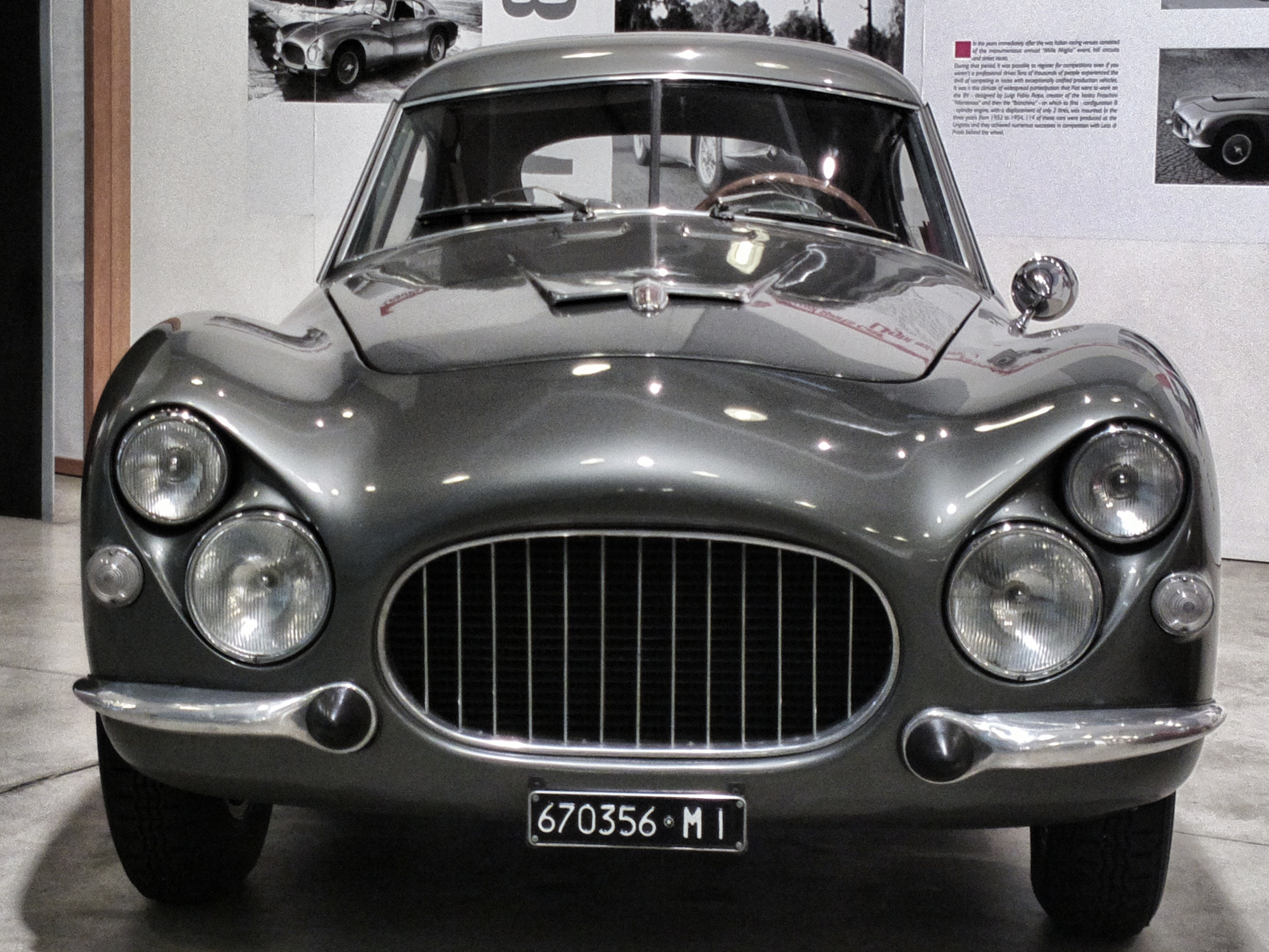
Fiat 8V (1953–1954)

### Ghia
Ghia baute zwei verschiedene Coupés mit voneinander unabhängiger Formgestaltung.

#### Fiat 8V (Design Mario Boano, 1953)
Das Coupé hat die Fahrgestellnummer 106.000042 und ist ein Einzelstück. Es wurde 1953 nach Entwürfen von Mario Boano gebaut.

#### Fiat 8V Supersonic
Der Supersonic war ursprünglich ein Prototyp auf Alfa Romeo-1900C-Basis, der auf Wunsch eines Schweizers für die Mille Miglia 1953 bei Virgilio Conrero, einem Tuner für Alfa Romeo und Lancia in Turin, in Auftrag gegeben wurde. Für den Karosseriebau wandte sich Conrero an Ghia, und der Formgestalter Giovanni Savonuzzi entwarf dazu die Karosserie. Dem Wagen war allerdings keine lange Zukunft bestimmt. Schon bei seinem ersten, dem besagten, Rennen ging er in Flammen auf, und die Karosserie wurde zerstört.
Die Form beeindruckte Ghia allerdings so, dass 1953 eine Kleinserie aufgelegt wurde. Die Wahl des Basisfahrzeugs fiel auf den Fiat 8V, und im Oktober 1953 wurde das erste Auto auf der Mondial de l’Automobile der Öffentlichkeit vorgestellt. Gebaut wurden insgesamt höchstens 20 Supersonic, davon je nach Quelle bis zu 15 auf Fiat 8V, drei auf Jaguar XK 120, einer auf Aston Martin DB 2/4 Mark II. John Willment ließ 1965 einen Fiat 8V Supersonic auf die Technik der AC Cobra 427 umbauen. Das Fahrzeug ist auch unter der Bezeichnung Willment 427 Coupe bekannt. Außerdem diente 1954 ein Fiat 8V Öl Supersonic Virgil Exner als Vorlage für seinen Entwurf DeSoto Adventurer II.

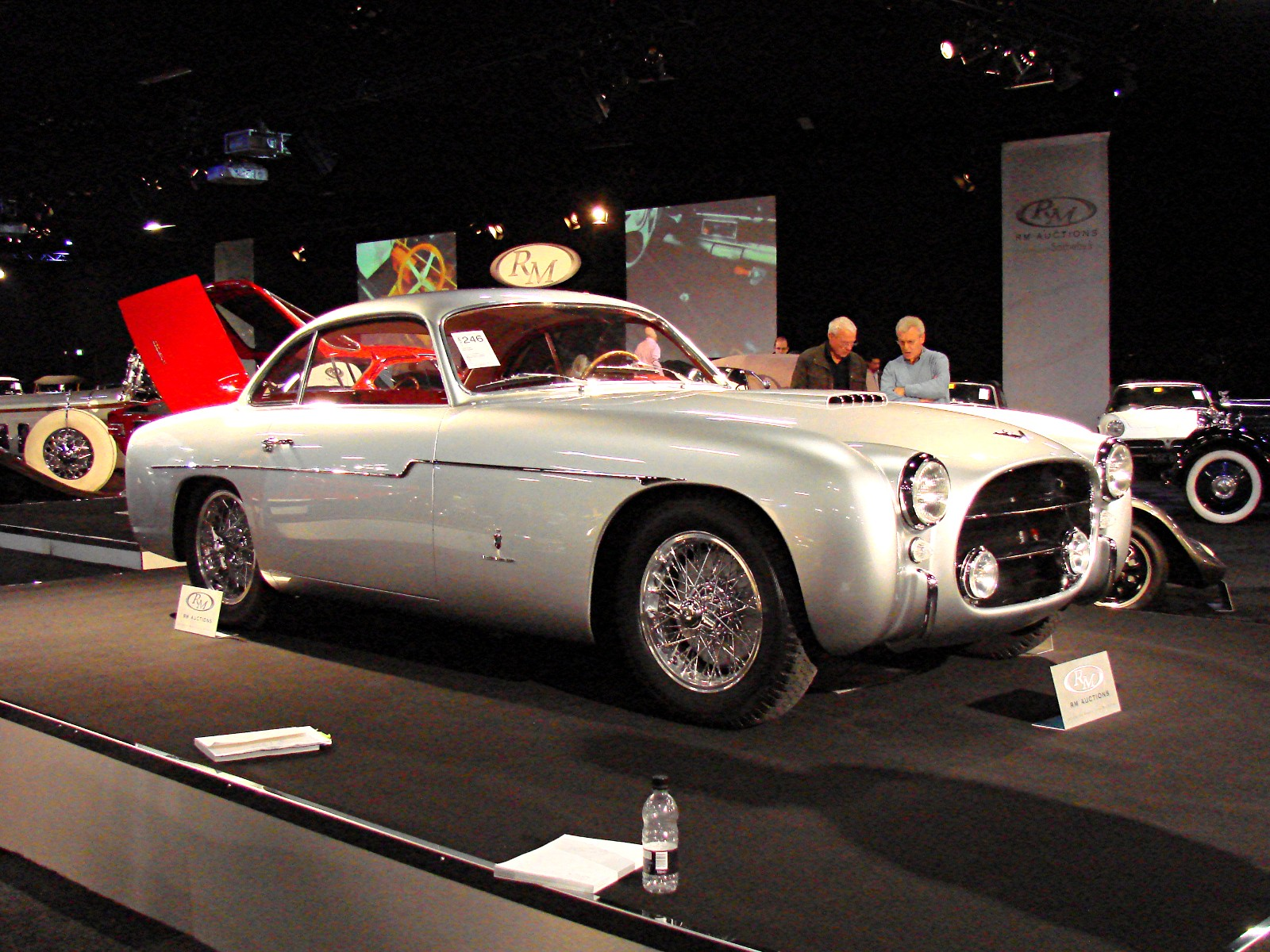
Fiat 8V (Design Mario Boano, 1953)
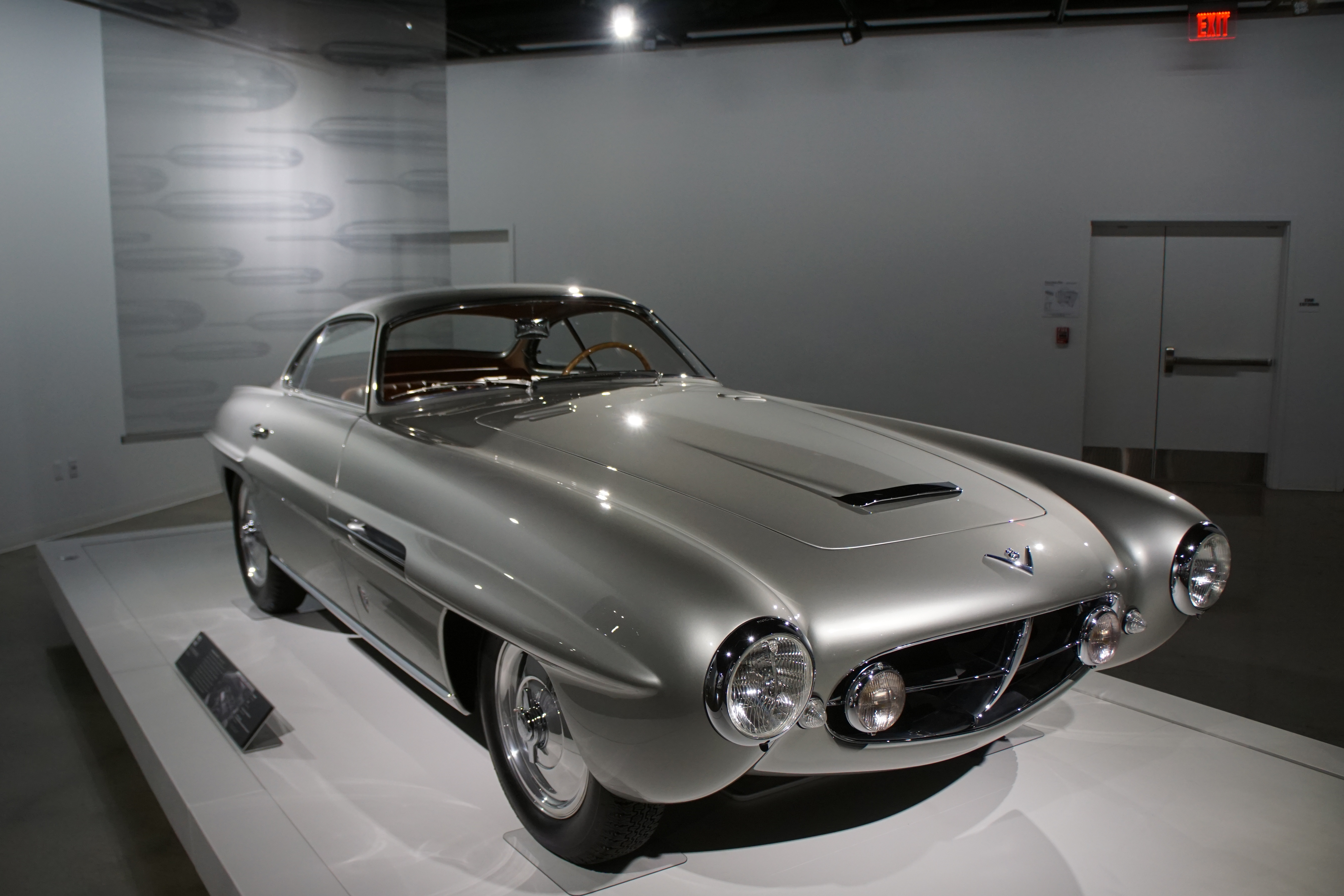
Fiat 8V Supersonic
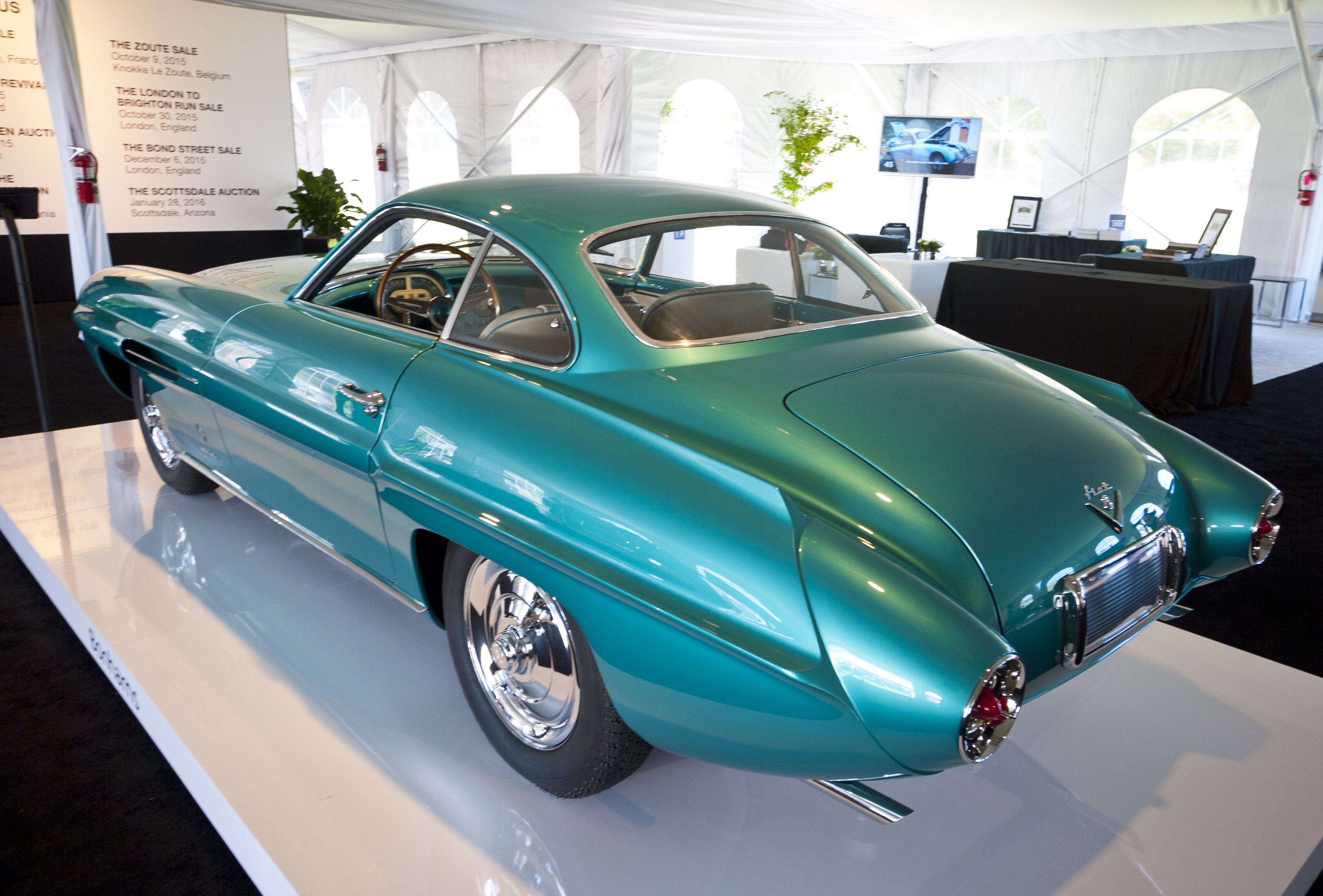
Fiat 8V Supersonic
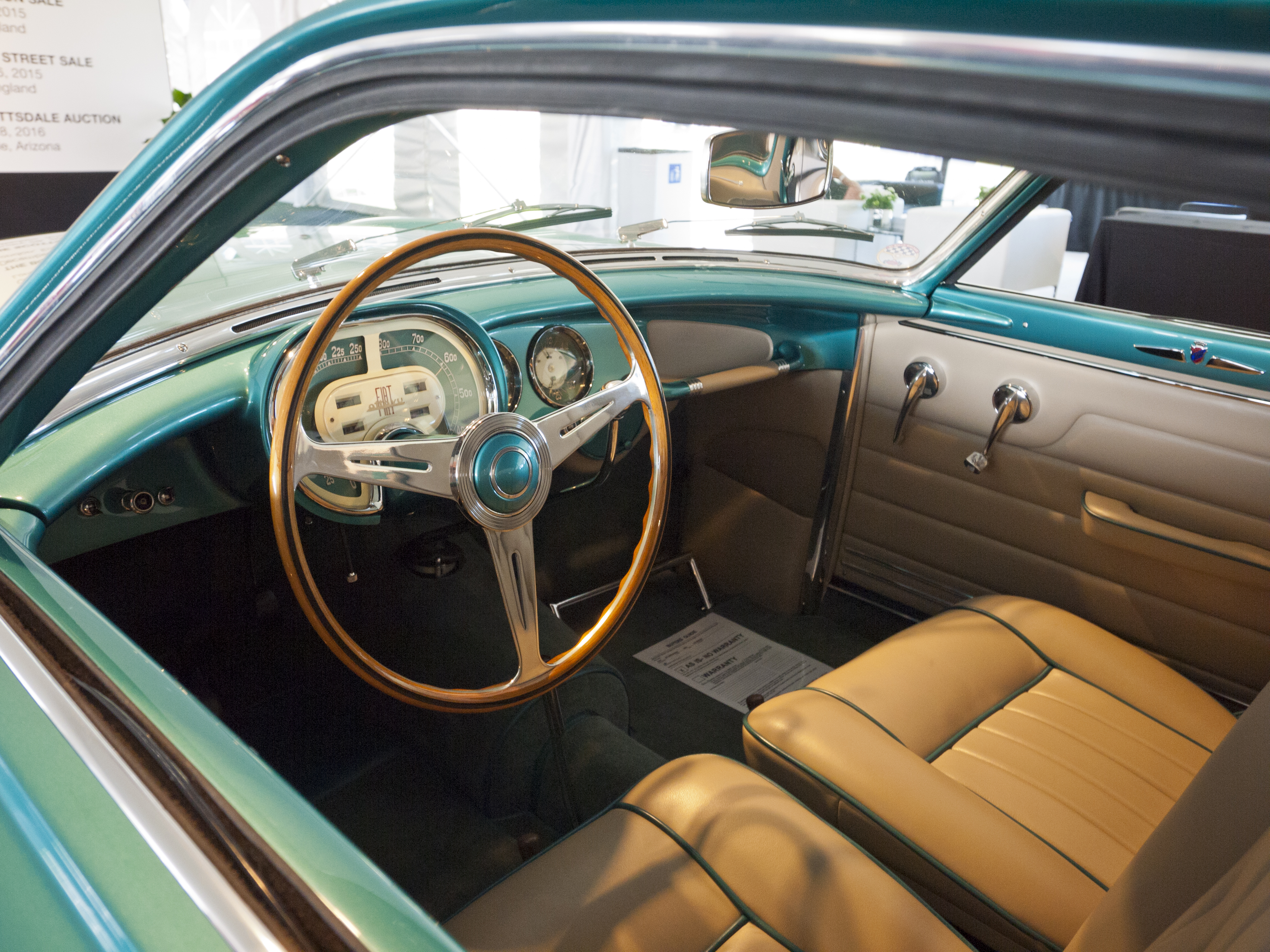
Blick in den Innenraum eines Fiat 8V Supersonic

### Pininfarina
Pininfarina entwarf und baute erst 1955 ein Coupé auf Basis des Fiat 8V. Das als Fiat 8V Berlinetta Speciale bezeichnete Fahrzeug ist ein Einzelstück und wurde für Giovanni Nasi von Fiat angefertigt.

### Vignale
Vignale baute insgesamt acht Autos auf dem Fiat 8V auf. Im Einzelnen waren das fünf Coupés, ein Spider, ein Coupé Corsa und die Studie Démon Rouge. Alle Fahrzeuge wurden von Giovanni Michelotti entworfen.

#### Fiat 8V Coupé
Ab 1953 stellt Vignale verschiedene Coupés auf Basis des Fiat 8V her. Von ihnen wurden insgesamt fünf Stück hergestellt.

#### Fiat 8V Spider
1953 stellte Vignale den Fiat 8V Spider vor. Er wurde nur einmal hergestellt und hatte die Fahrgestellnummer 106.000050 sowie die Motornummer 104.000 000184. Das Fahrzeug hatte eine am Kühlergrill nach oben gekröpfte, durchgehende Frontstoßstange. Später wurde das Fahrzeug zumindest an der Frontpartie umgestaltet und bekam eine neue Lackierung, denn als das Auto 2015 bei RM Sotheby’s versteigert wurde, war es rot lackiert und die Frontstoßstange durch eine geteilte Stoßstange ersetzt worden. Der Fiat 8V Spider erzielte 1.120.000 € bei der Auktion.

#### Fiat 8V Coupé Corsa
Vignale wollte das Coupé Corsa auf der Mondial de l’Automobile 1954 vorstellen, doch die Arbeiten wurden bis dahin nicht fertig. So wurde das Fahrzeug auf keiner Autoausstellung präsentiert und gleich an Casimiro Toselli verkauft. Toselli zeigte das Auto erstmals 1955 zur Rallye Sestriere. Bis 1957 wurden mit dem Coupé Corsa viele Rennen bestritten, allerdings nie mit großem Erfolg. 1957 musste der Fiat 8V umfangreich repariert werden, und dabei bekam er unter anderem eine neue Front und ein neues Heck. Das Fahrgestell hat die Nummer 106.000052.

#### Fiat 8V Démon Rouge
Vignale stellte auf dem Turiner Autosalon 1953 erstmals den Démon Rouge vor. Er ist eine reine Formstudie. Interessante Details sind nicht nur die gebogene Heckscheibe, sondern auch die Türgriffe. Sie sind als verchromte Platten in den hinteren Dachstreben integriert. 1955 gewann die Form den 'Coppa Campione d’Italia' Concours d’Elegance und 2004, mehr als 50 Jahre später, den als Bester der Show bei der Concours d’Elegance im Palace Het Loo in Apeldoorn, Niederlande. Zu sehen ist er im Louwman Museum in Den Haag.

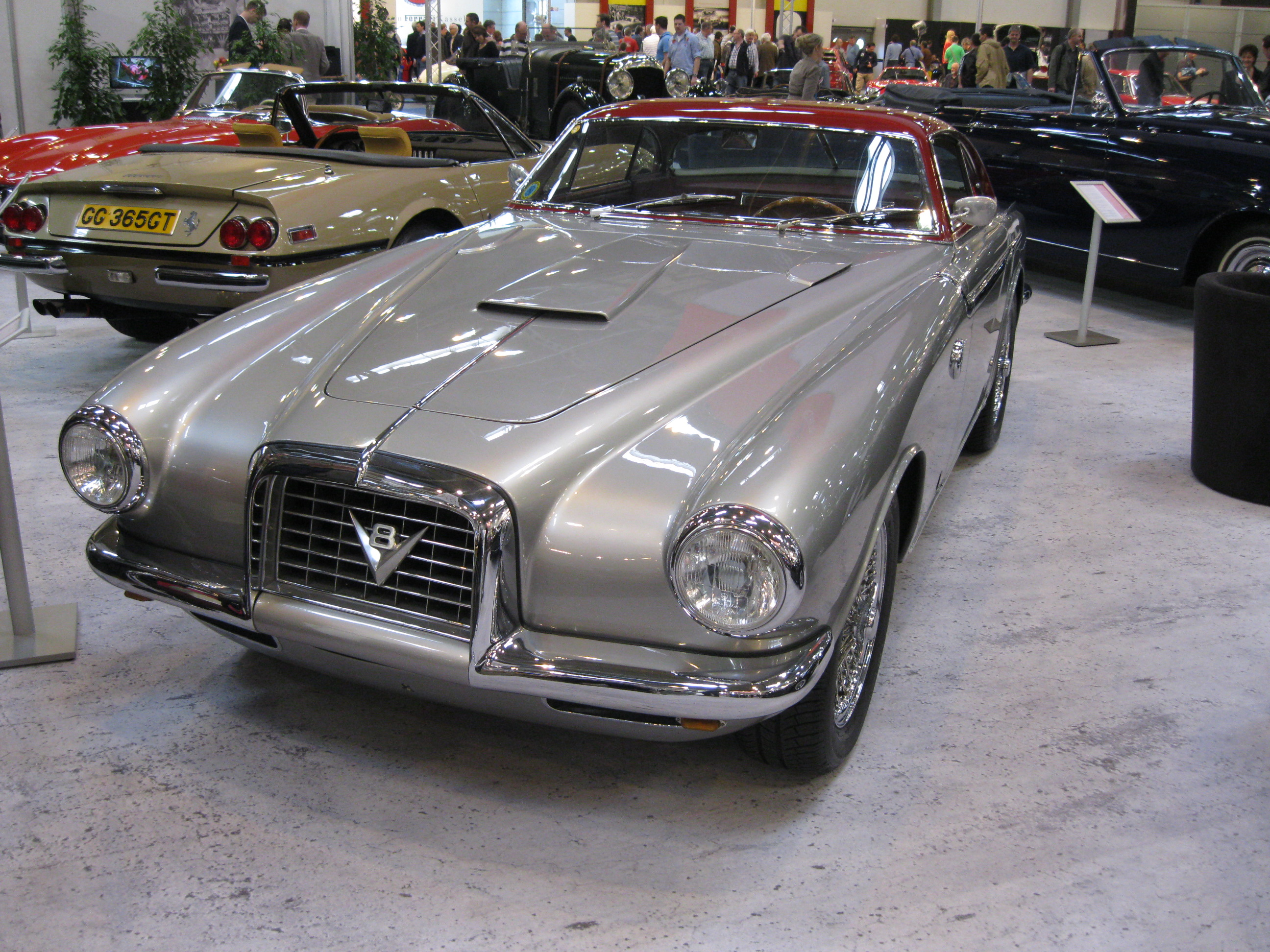
Fiat 8V Vignale Coupé
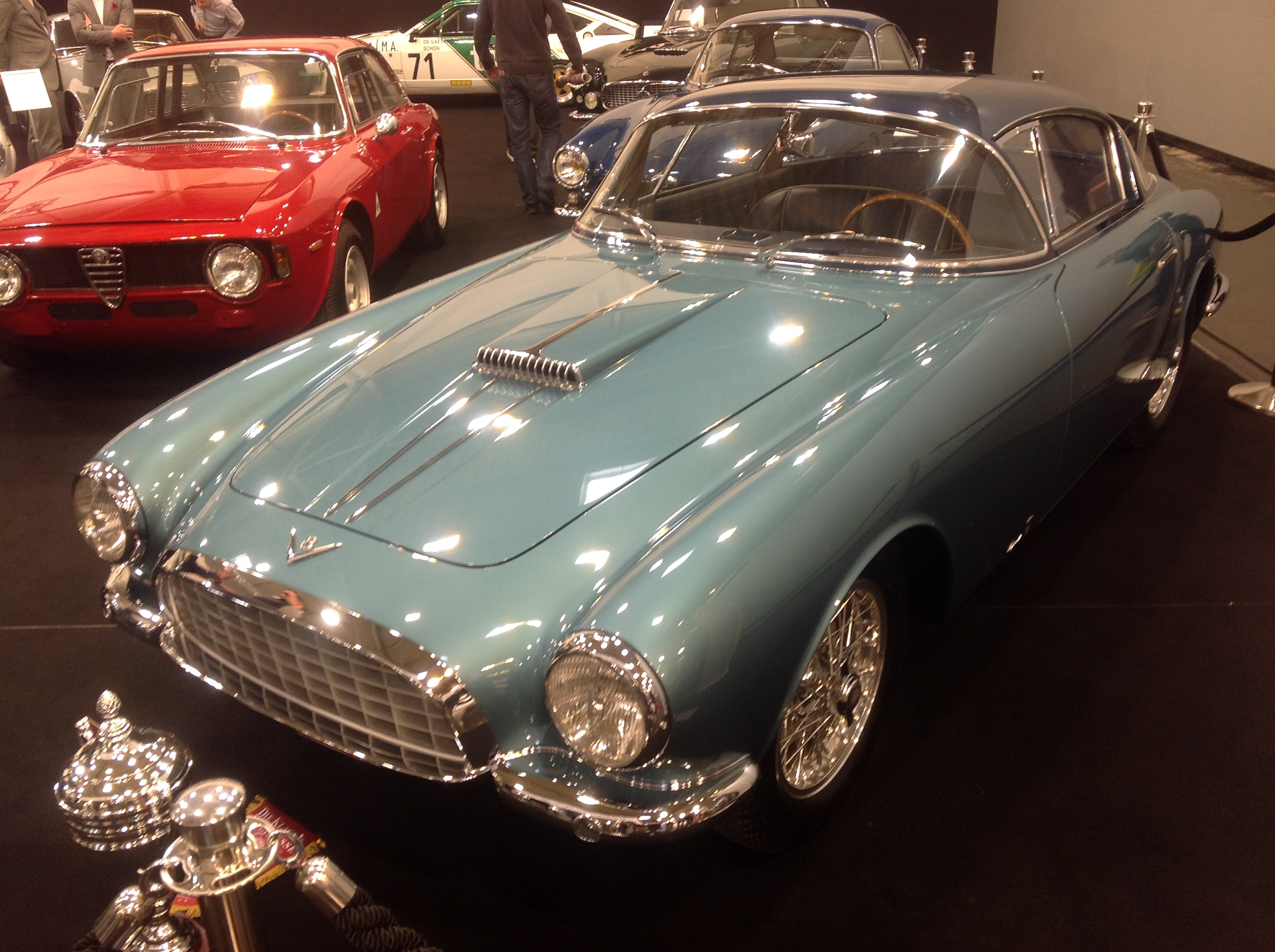
Fiat 8V Vignale Coupé
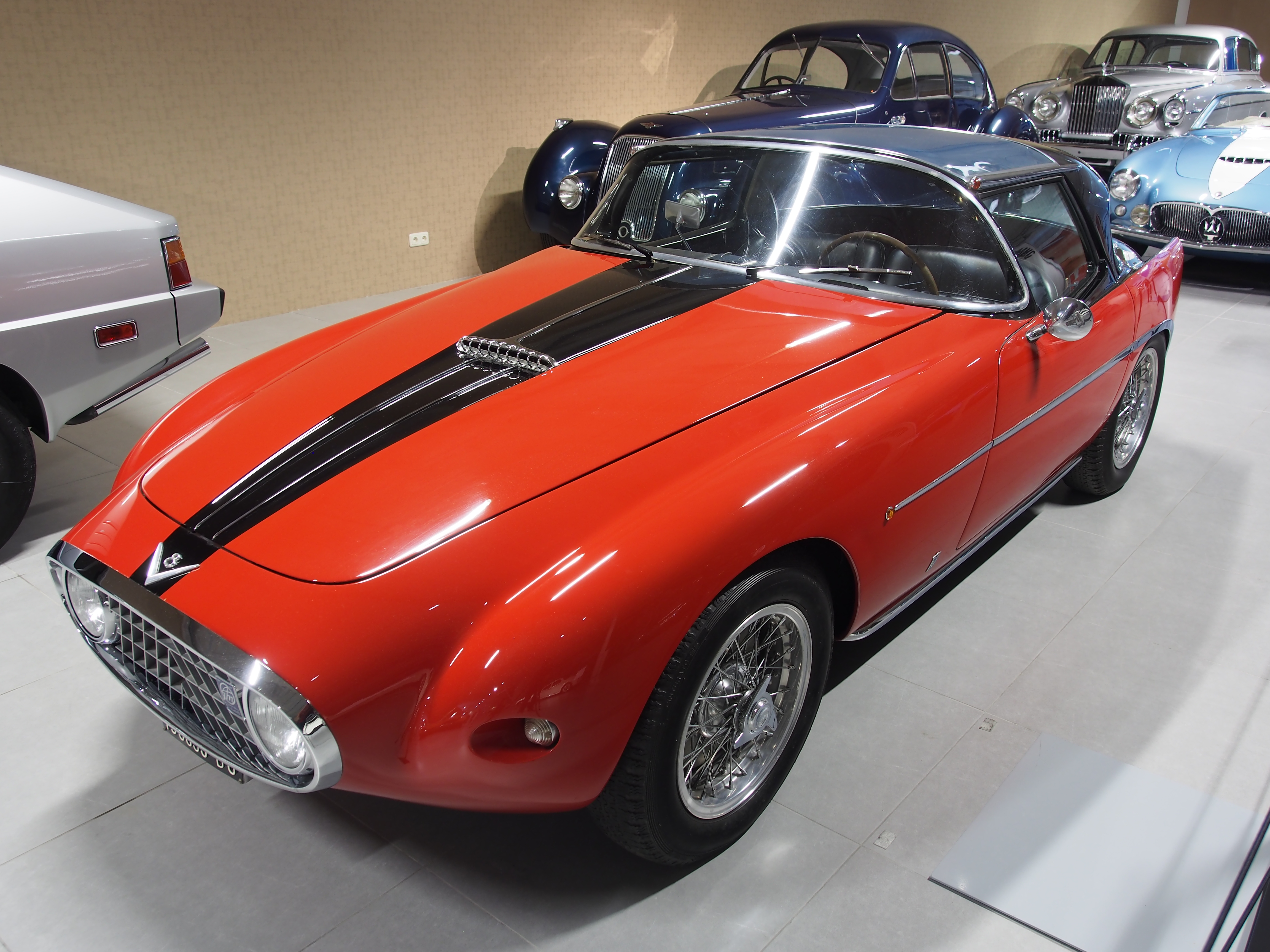
Fiat 8V Démon Rouge
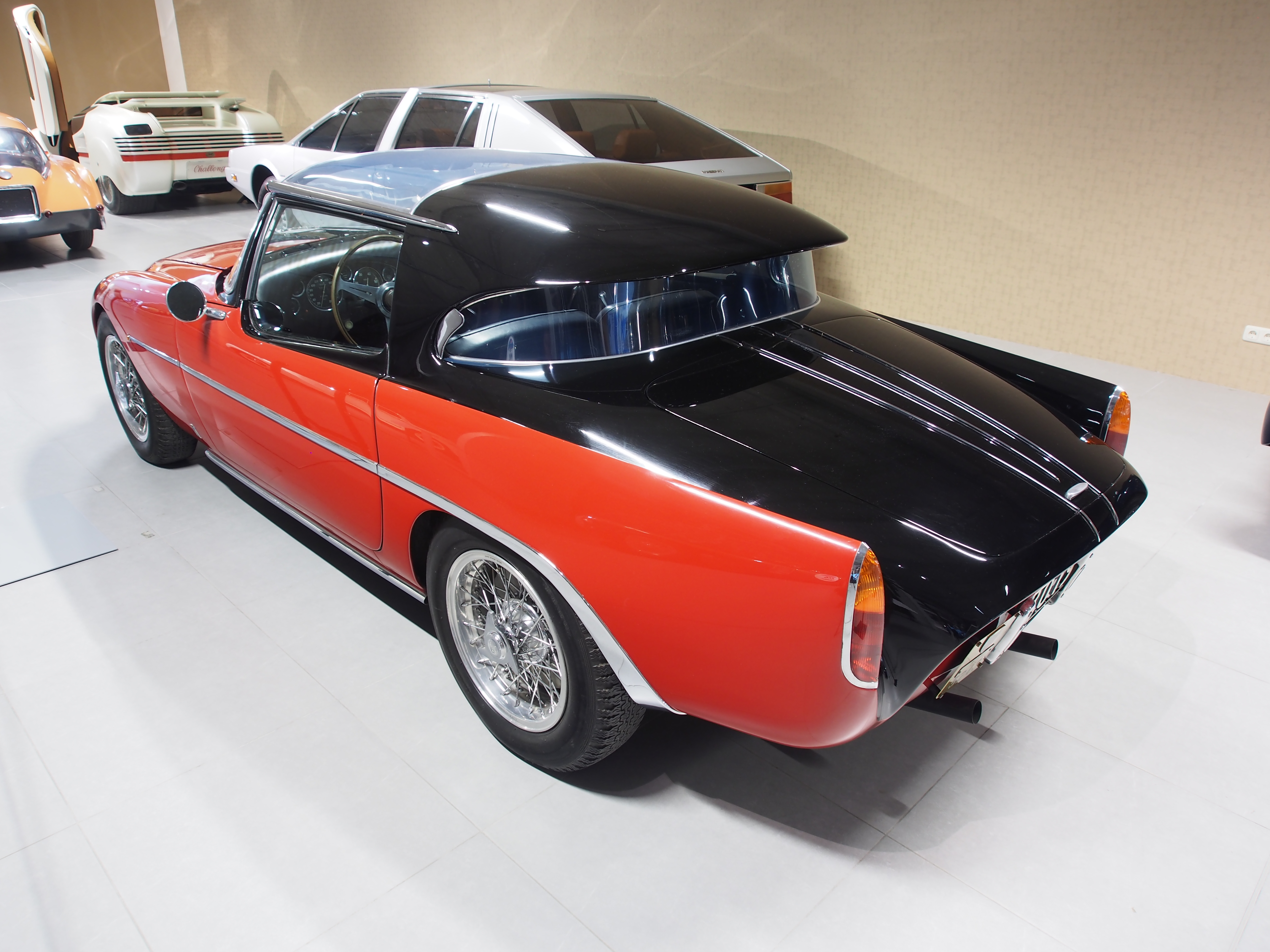
Fiat 8V Démon Rouge

### Zagato
Insgesamt bekam Zagato 32 Fahrgestelle (nach anderen Quellen 30), von denen fünf mit Fiat-Aufbau versehen waren, und es wurde mindestens ein Spider aufgebaut.

#### Fiat 8V Coupé Elaborata
Die Karosserien der fünf mit Fiat-Aufbau versehenen 8V wurden bei Zagato stark modifiziert. Unter anderem bekamen sie das über Fahrer und Beifahrer separat erhöhte Dach (Bubble Roof). 1953 stellte Zagato den ersten so bearbeiteten 8V vor. Die Fahrzeuge tragen den Schriftzug „Zagato elaborazione“ (dt. Zagato bearbeitet). Bezeichnet werden sie als Fiat 8V Elaborata (dt. verfeinert).

#### Fiat 8VZ Coupé
Bereits 1952 stellte Zagato sein erstes Coupé vor. Die Fahrzeuge erhielten alle Leichtbaukarosserien, die zu großen Teilen aus Aluminium bestanden. Die Innenausstattung wurde individuell auf jeden Käufer abgestimmt. Auf das Außendesign konnte auch Einfluss genommen werden; beispielsweise konnte das Bubble Roof (Blasendach) – ein über Fahrer und Beifahrer separat nach oben gewölbtes Dach – bestellt werden. Einige von ihnen wurden bei Rennveranstaltungen eingesetzt. Verkauft wurden die Fahrzeuge bis 1959. Bezeichnet werden die Fahrzeuge als Fiat 8VZ, wobei das „Z“ für Zagato steht.

#### Fiat 8VZ Spider
Das Fahrzeug trägt die Fahrgestellnummer 000005. Ursprünglich wurde das Auto 1952 als Coupé bei Fiat gebaut und an den Industriellen Franco Auricchio aus Cremona verkauft. Dieser überließ das Coupé den Rennfahrern Vincenzo Auricchio und Piero Bozzinio für die Mille Miglia 1952, bei der sie in der Klasse bis 2000 cm³ auf den 5. Platz fuhren. Später gab er das Auto an den Rennfahrer Ovidio Capelli weiter, der das Coupé zu Zagato schickte, um eine leichte Barchetta aufbauen zu lassen. Bei einem Unfall in einem Rennen auf Sardinien wurde das Fahrzeug stark beschädigt. In diesem Zustand verkaufte er den Rennwagen an die Brüder Leto di Priolo. Diese sandten das Auto erneut zu Zagato, der eine neue und andere Spider-Karosserie aufbaute. Dieser als 8VZ Spider bezeichnete Rennwagen wurde zum Beispiel am 7. August 1955 im Grand Prix von Schweden in der Klasse GT bis 2 Liter von Massimo Leto di Priolo eingesetzt. Leto di Priolo errang mit dem Fahrzeug den 2. Platz. Das Fahrzeug wurde auf der Stelle sul Liston Edizione 2015 in Padova, Italien gezeigt.

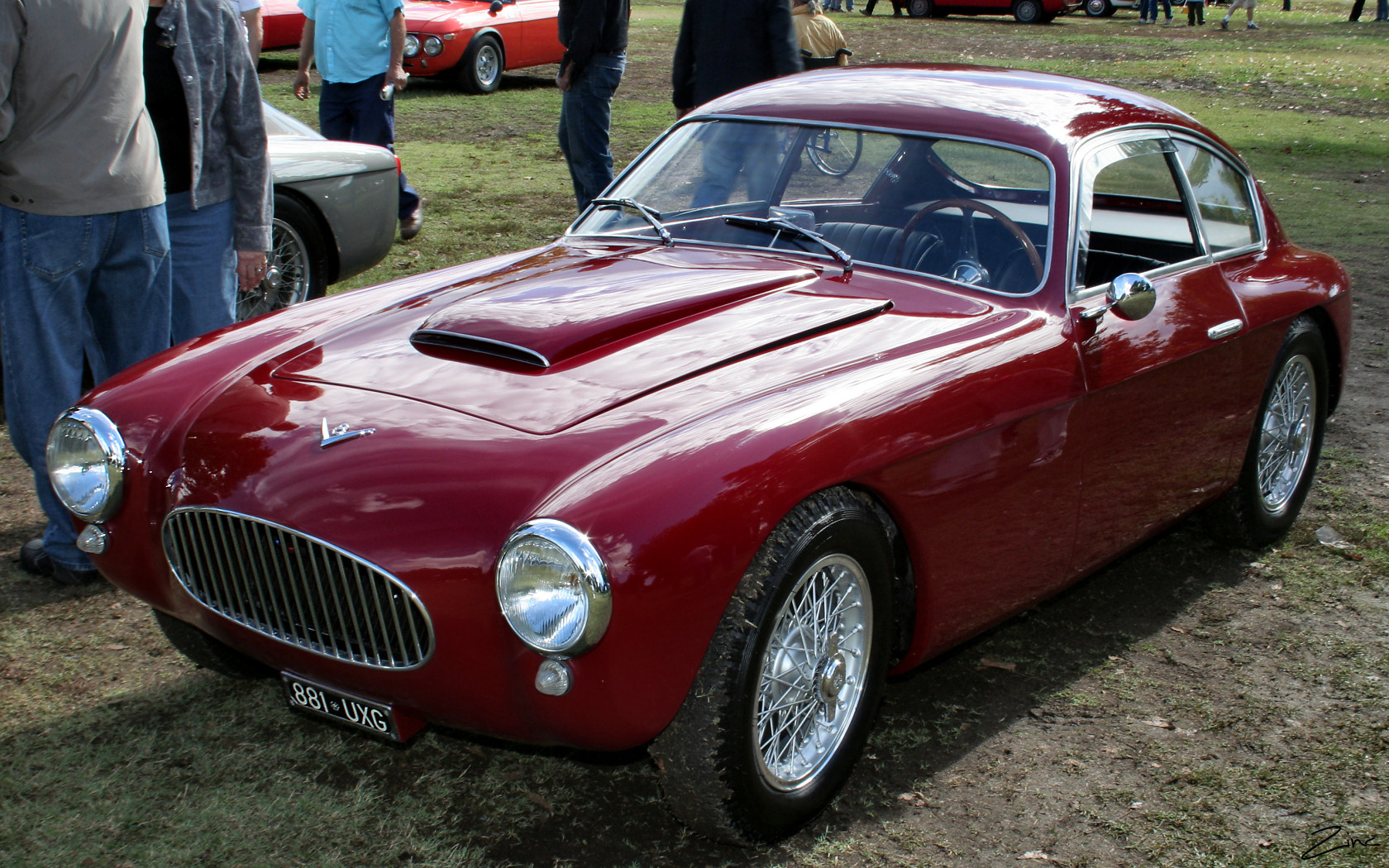
Fiat 8V Zagato 1955 ohne Bubble Roof (Blasendach)
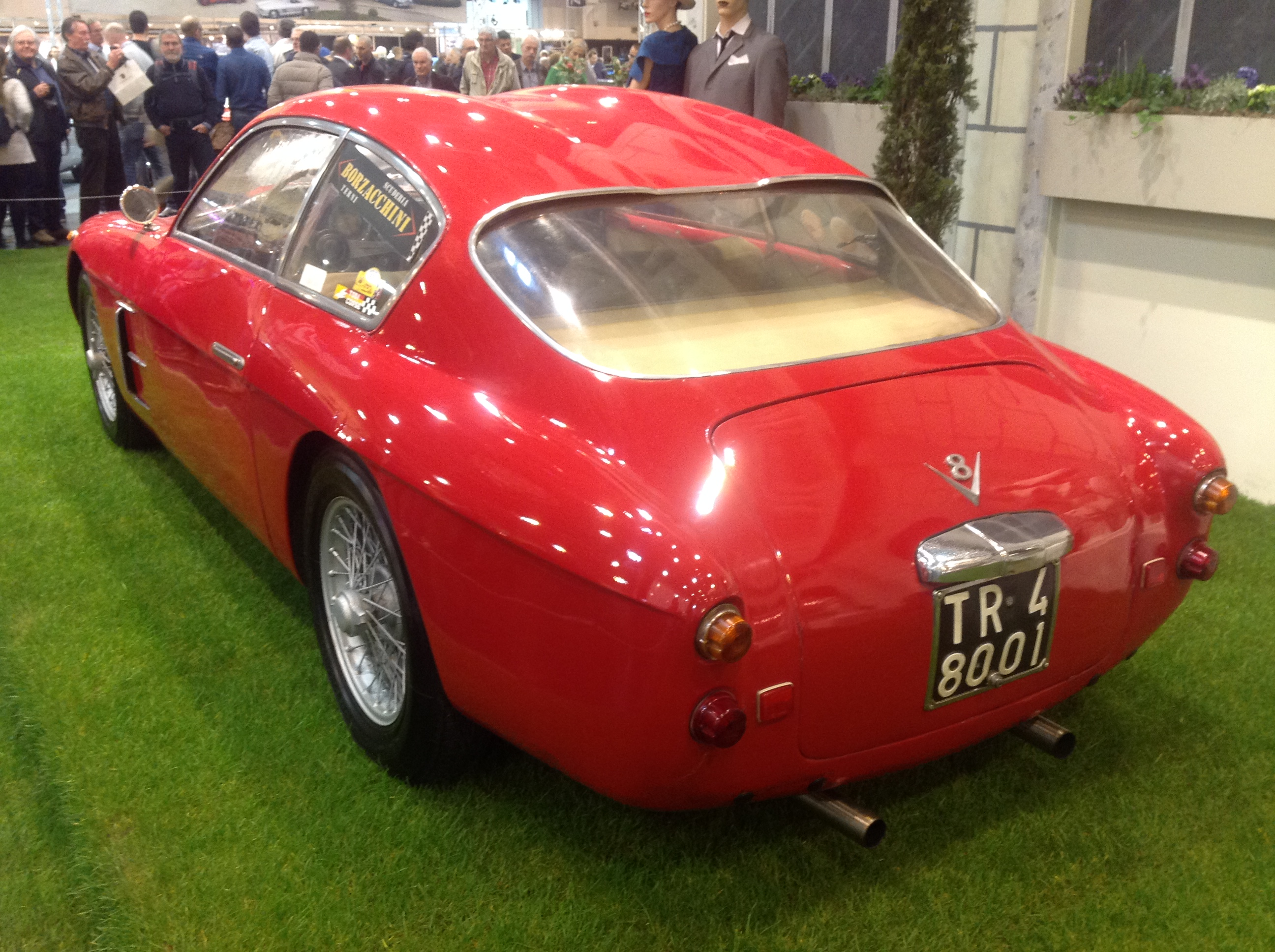
Fiat 8V Zagato mit Bubble Roof (Blasendach)
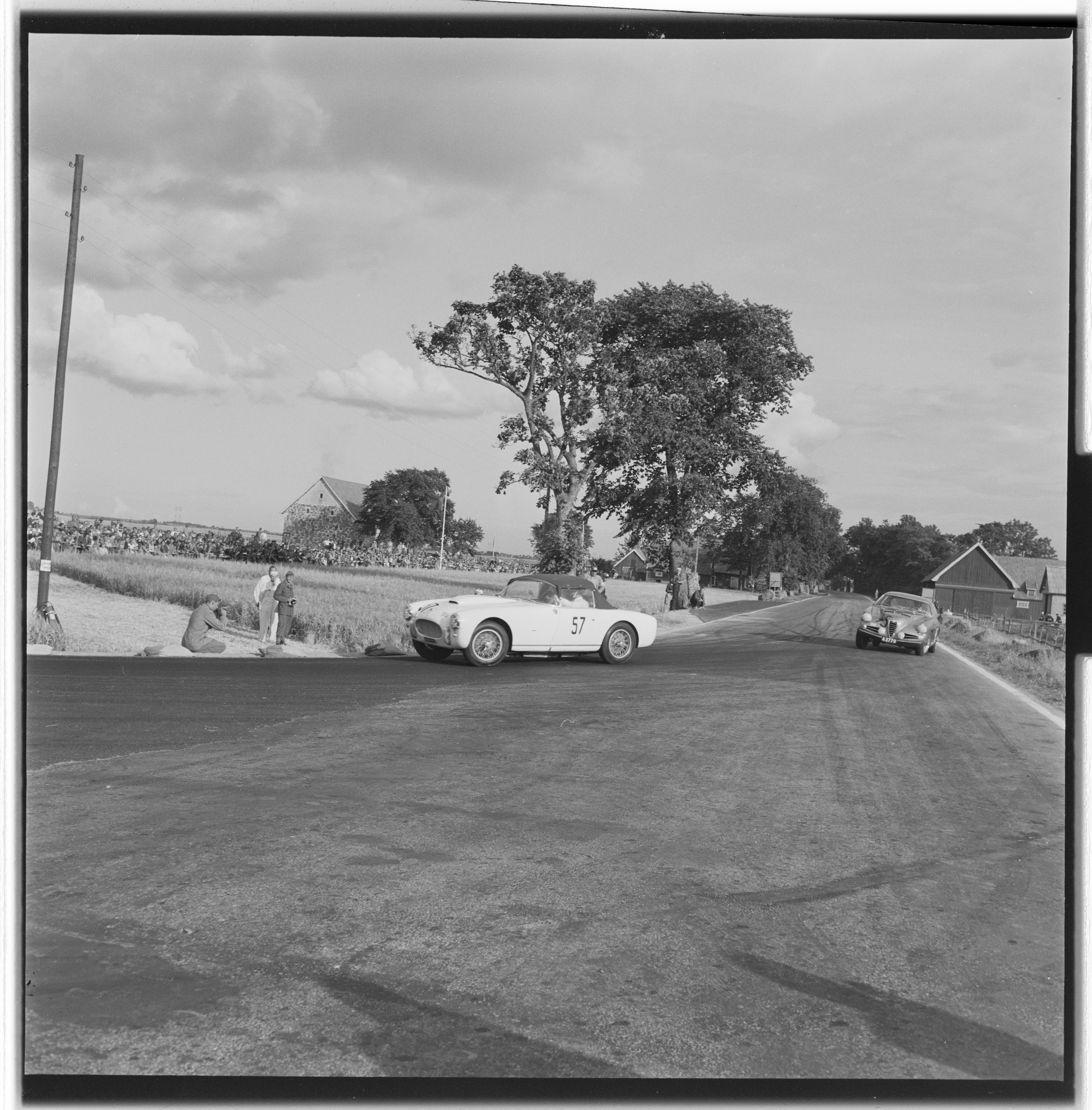
Fiat 8V Zagato Spider (Nr. 57) beim schwedischen Grand Prix 1955 mit geschlossenem Verdeck

## Rennsport

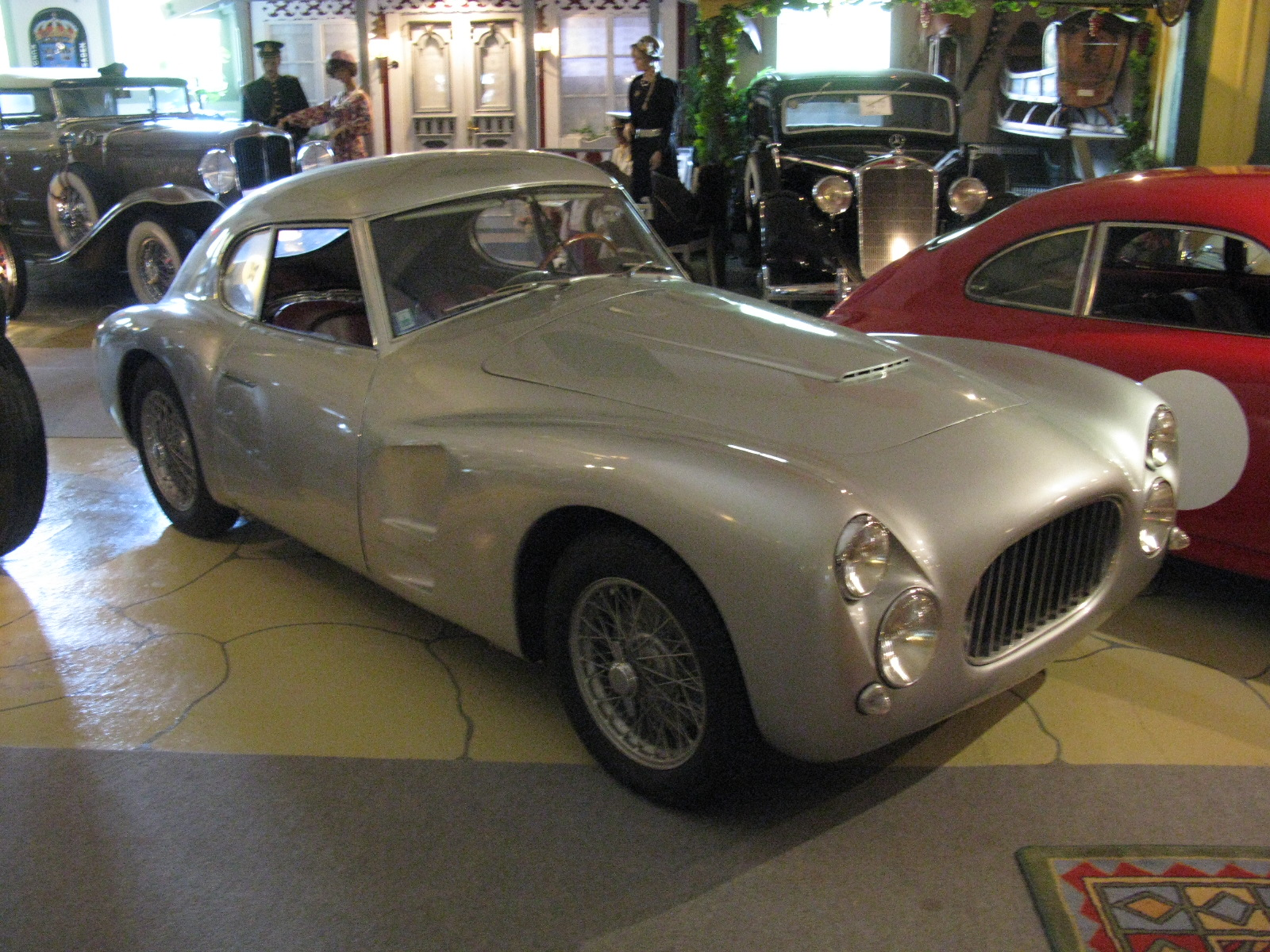
Fiat 8V in Rennausführung

Bereits 1952 erwies sich der Fiat 8V bei der Targa Florio am 29. Juni als wettbewerbsfähig. Ovidio Capelli fuhr das Auto auf den 5. Platz. Danach folgten weitere Rennen, an denen Fahrzeuge teilnahmen und am 28. September 1952 erreichte Capelli beim Bari Grand Prix erneut den 5. Platz in der Gesamtwertung und damit den ersten Platz der 2-Liter-GT-Klasse vor Sergio Mantovani auf Ferrari. Einen weiteren nennenswerten Erfolg erzielte am 5. September 1954 Elio Zagato, der älteste Sohn des Firmengründers Ugo Zagato, auf einem mit Leichtmetallkarosserie aufgebauten 8VZ von Zagato bei der Coppa Inter Europa in Monza. In dem zweistündigen Rennen gewann er nicht nur die 2-Liter-GT-Klasse, sondern fuhr auch mit 151,36 km/h Durchschnittsgeschwindigkeit über die gesamte Dauer des Rennens einen neuen Streckenrekord in seiner Klasse. Im gleichen Rennen ein Jahr danach belegte Zagato am 11. September Platz zwei, und Ottavio Guarducci erlangte den ersten Platz. Beide fuhren auf Fiat 8VZ. 14 Tage später konnte Zagato das Berliner Avus-Rennen für sich entscheiden. Ab 1956 wurde es langsam ruhiger um den Fiat 8V.

## Autos, die Komponenten des Fiat 8V verwendeten

### Siata 208
Auch Siata präsentierte seine neue Baureihe 208 auf dem Genfer Automobilsalon 1952. Da Siata bei der Entwicklung des Fahrzeugs mitgewirkt hatte, konnten sie ebenfalls ein V8-Modell vorstellen. Hauptsächliche Gemeinsamkeit mit dem 8V bildete der Motor. Er wurde mit Leistungsstufen von 105 bis 122 PS und Verdichtungen von 7,5 bis 8,5 : 1 angeboten. Da Siata für den Fiat 8V das Fahrgestell entwickelt hatte, könnte dies auch Einfluss auf den 208 gehabt haben. Die Produktion des 208 endete spätestens mit der Einstellung des Fiat 8V.

### Fiat Turbina
1954 entstand das Versuchsfahrzeug Fiat Turbina mit Gasturbinenantrieb. Für den Bau wurde ein Fahrgestell des Fiat 8V angepasst. Bremsen, Federung und andere Systeme wurden beibehalten.